# Gymnotus
Gymnotus ist eine Gattung aus der Familie der Messeraale (Gymnotidae) in der Ordnung der Neuwelt-Messerfische (Gymnotiformes). Die Gattung hat ein großes Verbreitungsgebiet in Mittel- und Südamerika und kommt vom Río Motagua in Guatemala bis zum Rio Salado in Argentinien vor. Je nach Größe ernähren sich die Fische von kleinen oder größeren Wirbellosen oder von Fischen.

## Merkmale
Gymnotus-Arten erreichen Längen von 15 cm (Gymnotus coropinae) bis einen Meter (Gymnotus inaequilabiatus) und haben einen langgestreckten, seitlich leicht abgeflachten Körper mit langer Afterflosse. Die maximale Körperbreite liegt im Schnitt bei 60 % der maximalen Körperhöhe. Der Kopf hat einen Anteil von 7,2 bis 15 % an der Gesamtlänge. Die kleinen Augen liegen unterhalb einer vom Maul ausgehenden horizontalen Linie. Die vorderen Nasenöffnungen sind kleiner als die Augen. Das oberständige Maul ist mittelgroß bis groß und reicht bis zu den hinteren Nasenöffnungen oder weiter. Es kann eine Länge von 24 bis 42 % der Kopflänge und eine Breite von 27 bis 58 % der Kopfbreite erreichen. Der Unterkiefer ist länger als der Oberkiefer. Die Prämaxillare ist mit 5 bis 15 Zähnen besetzt, die in zwei Reihen angeordnet sind. Im Unterkiefer befinden sich 5 bis 16 in einer Reihe angeordneter Zähne. Sie sind konisch, einige können auch die Form einer Pfeilspitze haben. Das fleischige Kinn ist von oben und von der Seite gesehen abgerundet. Der Oberrand des Kiemendeckels ist konvex bis konkav, der Hinterrand des Kiemendeckels ist glatt. Die Basibranchialen (Knochen an der Basis des Kiemenbogens) sind nicht verknöchert. Die Afterflosse erstreckt sich über 62 bis 92 % der Gesamtlänge. Sie wird von 130 bis 390 Flossenstrahlen gestützt. Die Brustflossen sind unterschiedlich groß und werden von 9 bis 22 Flossenstrahlen gestützt. Die Seitenlinie ist vollständig und hat 2 bis 55 Verzweigungen in Bauchrichtung ausgebildet. Dorsale Seitenlinieverzweigungen fehlen bei adulten Exemplaren. Oberhalb der Seitenlinie liegen 4 bis 13 Schuppenreihen, unterhalb sind es 4 bis 16. Alle Schuppen sind rund oder oval. Gymnotus-Arten besitzen ein einzelnes elektrisches Organ, das in der Bauchregion liegt, sich über einen großen Abschnitt der Gesamtlänge der Fische erstreckt und der Orientierung dient.
Von der zweiten Gattung der Messeraale, den bekannten Zitteraalen (Electrophorus), unterscheidet sich Gymnotus unter anderem durch die geringere Größe, die Beschuppung (Zitteraale sind unbeschuppt) und die kürzere Afterflosse. Letztere reicht bei den Zitteraalen bis zur Schwanzspitze, bei Gymnotus endet sie vorher.

## Untergattungen und Arten
Innerhalb der Gattung gibt es sieben Untergattungen, 44 valide Arten und zwei bisher unbeschriebene Arten. Die Untergattungen trennten sich vor 5 bis 35 Millionen Jahren voneinander.
- Untergattung Gymnotus Craig et al., 2019
  - Gymnotus arapaima Albert & Crampton, 2001
  - Gymnotus ardilai Maldonado-Ocampo & Albert, 2004
  - Gymnotus bahianus Campos-da-Paz & Costa, 1996
  - Gebänderter Messeraal (Gymnotus carapo Linnaeus, 1758)
  - Gymnotus capanema Milhomem, Crampton, Pierczeka, Shetka, Silva & Nagamachi, 2012
  - Gymnotus chaviro Maxime & Albert, 2009
  - Gymnotus chimarrao Cognato, Richer-de-Forges, Albert & Crampton, 2008
  - Gymnotus choco Albert, Crampton & Maldonado, 2003
  - Gymnotus cuia Craig et al., 2018
  - Gymnotus curupira Crampton, Thorsen & Albert, 2005
  - Gymnotus darwini Campos-da-Paz & Santana, 2019[2]
  - Gymnotus diamantinensis Campos-da-Paz, 2002
  - Gymnotus eyra Craig et al., 2018
  - Gymnotus interruptus Rangel-Pereira, 2012
  - Gymnotus mamiraua Albert & Crampton, 2001
  - Gymnotus obscurus Crampton, Thorsen & Albert, 2005
  - Gymnotus omarorum Richer-de-Forges, Crampton & Albert, 2009
  - Gymnotus pantanal Fernandes, Albert, Daniel-Silva, Lopes, Crampton & Almeida-Toledo, 2005
  - Gymnotus riberalta Craig et al., 2018
  - Gymnotus sylvius Albert & Fernandes-Matioli, 1999
  - Gymnotus ucamara Crampton, Lovejoy & Albert, 2003
  - Gymnotus varzea Crampton, Thorsen & Albert, 2005
- Untergattung Lamontianus Craig et al., 2019
  - Gymnotus anguillaris Hoedeman, 1962
  - Gymnotus n. sp. ‘ARAP’
  - Gymnotus n. sp. ‘ARIP’
  - Gymnotus cataniapo Mago-Leccia, 1994
  - Gymnotus pedanopterus Mago-Leccia, 1994
  - Gymnotus tiquie Maxime, Lima & Albert, 2011
- Untergattung Pantherus Craig et al., 2019
  - Gymnotus capitimaculatus Rangel-Pereira, 2014
  - Gymnotus pantherinus (Steindachner, 1908)
  - Gymnotus refugio Giora & Malabarba, 2016
- Untergattung Tigre Craig et al., 2019
  - Gymnotus esmeraldas Albert & Crampton, 2003
  - Gymnotus henni Albert, Crampton & Maldonado, 2003
  - Gymnotus inaequilabiatus (Valenciennes, 1842)
  - Gymnotus paraguensis Albert & Crampton, 2003
  - Gymnotus tigre Albert & Crampton, 2003
- Untergattung Tigrinus Craig et al., 2019
  - Gymnotus coatesi La Monte, 1935
  - Gymnotus coropinae Hoedeman, 1962
  - Gymnotus javari Albert, Crampton & Hagedorn, 2003
  - Gymnotus jonasi Albert & Crampton, 2001
  - Gymnotus melanopleura Albert & Crampton, 2001
  - Gymnotus onca Albert & Crampton, 2001
  - Gymnotus stenoleucus Mago-Leccia, 1994
- Untergattung Tijax Craig et al., 2019
  - Gymnotus cylindricus La Monte, 1935
  - Gymnotus maculosus Albert & Miller, 1995
  - Gymnotus panamensis Albert & Crampton, 2003

## Belege
1. 1 2 3 4  Craig, J.M., Kim, L.Y., Tagliacollo, V.A. & Albert, J.S. (2019): Phylogenetic revision of Gymnotidae (Teleostei: Gymnotiformes), with descriptions of six subgenera. PLoS ONE, 14 (11): e0224599. November, 2019, doi: 10.1371/journal.pone.0224599
2. ↑  Campos-da-Paz, R. & Santana, C.D. (2019): A New Species of the Electric Knifefish Gymnotus Linnaeus (Gymnotiformes: Gymnotidae) from Northeastern Brazil. Copeia, 107 (1): 144-151. doi: 10.1643/CI-18-141